# Euryglossina xanthocephala
Euryglossina xanthocephala là một loài Hymenoptera trong họ Colletidae. Loài này được Exley mô tả khoa học năm 1968.